# Aloe sladeniana
Aloe sladeniana es una especie de planta suculenta perteneciente a la familia Xanthorrhoeaceae. Es endémica de Namibia. Su hábitat natural son la sabanas secas y praderas secas tropicales y subtropicales.

## Descripción
Es una planta suculenta que alcanza un tamaño  de 75 a 150 mm de alto excluyendo la inflorescencia, formando grupos densos. Tiene unas 6 a 8 hojas, ascendentes, que forman un ángulo de por lo menos 45 °  horizontal, son lanceoladas, deltoides, de 40-90 x 25-40 mm, canalizadas y en forma de V  la sección, de color verde oscuro a gris-verde con manchas blancas. La inflorescencia simple, con pedúnculos de 200-500 mm de largo, con brácteas estrechamente deltoides, muy delgadas. Las flores de color rosa mate, de 20-30 mm de largo.

## Distribución
Endémica al centro de Namibia. Esta especie parece sustituir a Aloe variegata en la parte de Namibia, donde las lluvias de invierno da paso a la lluvia (o la sequía) en todas las estaciones. A. sladeniana a su vez da paso a Aloe dinteri, donde predomina la lluvia de verano. Al igual que la población de Namibia de A. variegata, esta especie se encuentra en el granito descompuesto en áreas con inviernos muy fríos.
Los rosetas individuales de A. sladeniana tienen mucho menos hojas en las rosetas de A. variegata. En A. sladeniana los márgenes de las hojas están finamente cortados, pero en A. dinteri están finamente dentadas.

## Taxonomía
Aloe sladeniana fue descrita por Illtyd Buller Pole-Evans y publicado en Annals of the Bolus Herbarium 3: 13. 1920.
Etimología
Ver: Aloe
sladeniana: epíteto otorgado en honor de la Percy Sladen Memorial Trust, ya que en una de sus expediciones se recogió la especie.
Sinonimia
- Aloe carowii Reynolds[7][3]